# Onderduikershol (Anloo)
Het onderduikershol bij Anloo was een ondergrondse schuilplaats in de Tweede Wereldoorlog.
Het hol lag in het Evertsbos (tussen Anloo en Eext). Het werd in 1943 en 1944 door met name verzetsmensen gebruikt om zich te verbergen voor de Duitsers. Van de acht onderduikers werden er in september 1944 drie gevangengenomen en in Westerbork ter dood gebracht.  
Kort voor de bevrijding werden op deze plaats tien verzetsstrijders uit Groningen geëxecuteerd. Voor hen werd in 1970 een gedenkteken opgericht, aanvankelijk alleen voor de tien mensen die hier werden gedood, later ook voor de drie in Westerbork omgebrachte onderduikers. Later kwam er ook nog een herdenkingsplek. 